# Cyclaspis tasmanica
Cyclaspis tasmanica är en kräftdjursart som beskrevs av Jones 1969. Cyclaspis tasmanica ingår i släktet Cyclaspis och familjen Bodotriidae.
Artens utbredningsområde är Tasmanhavet. Inga underarter finns listade i Catalogue of Life.